# Zoltán Szita
Zoltán Szita (* 10. Februar 1998 in Veszprém) ist ein ungarischer Handballspieler. Der 1,96 m große linke Rückraumspieler spielt seit 2024 für den polnischen Erstligisten Wisła Płock und steht zudem im Aufgebot der ungarischen Nationalmannschaft.

## Karriere

### Verein
Zoltán Szita lernte das Handballspielen in seiner Geburtsstadt beim KC Veszprém. Für die Profimannschaft debütierte er in der Saison 2016/17 und erzielte 16 Tore in der ersten Liga. Anschließend wurde er für zwei Jahre an den Ligakonkurrenten Balatonfüredi KSE ausgeliehen, mit dem er zweimal am EHF-Pokal teilnahm. In der Saison 2019/20 wurde der Rückraumspieler an den polnischen Erstligisten Wisła Płock verliehen, mit dem er Vizemeister in der polnischen Superliga wurde und an der EHF Champions League teilnahm. Zur Saison 2020/21 verpflichtete ihn Płock vollständig. In den Spielzeiten 2020/21 und 2021/22 wurde er erneut Vizemeister hinter KS Kielce. Im polnischen Pokal 2022 konnte er mit Płock den großen Rivalen im Finale besiegen und den Titel gewinnen. In der EHF European League 2020/21 und EHF European League 2021/22 erreichte das Team jeweils das Final Four, in dem der vierte und dritte Platz belegt wurde. Zur Saison 2022/23 kehrte Szita nach Ungarn zu OTP Bank-Pick Szeged zurück. Im Sommer 2024 kehrte er zu Wisła Płock zurück. Dort gewann er 2025 die polnische Meisterschaft.

### Nationalmannschaft
Mit der ungarischen Nationalmannschaft nahm Szita an den Europameisterschaften 2020 (9. Platz) und 2022 (15. Platz) sowie an den Weltmeisterschaften 2019 (10. Platz), 2021 (5. Platz) und 2023 (8. Platz) teil. Bei der Weltmeisterschaft 2025 warf er 28 Tore in sieben Spielen und belegte mit dem Team den 8. Platz.
Bisher bestritt er 86 Länderspiele, in denen er 209 Tore erzielte.

### Erfolge
- Ungarns „Jugendhandballer des Jahres“: 2016[5] und 2017[6]
- Ungarns „Juniorenhandballer des Jahres“: 2019[7]
- Ungarischer Meister: 2017
- Polnischer Pokalsieger: 2022